# Сімоґо

37°15′20″ пн. ш. 139°52′2″ сх. д. / 37.25556° пн. ш. 139.86722° сх. д.
Сімоґо́ (яп. 下郷町, しもごうまち, МФА: [ɕimogo mat͡ɕi̥]) — містечко в Японії, в повіті Мінамі-Айдзу префектури Фукусіма. Станом на 1 жовтня 2008 площа містечка становила 317,09 км². Станом на 1 січня 2009 населення містечка становило 6614 осіб.